# Sirruš

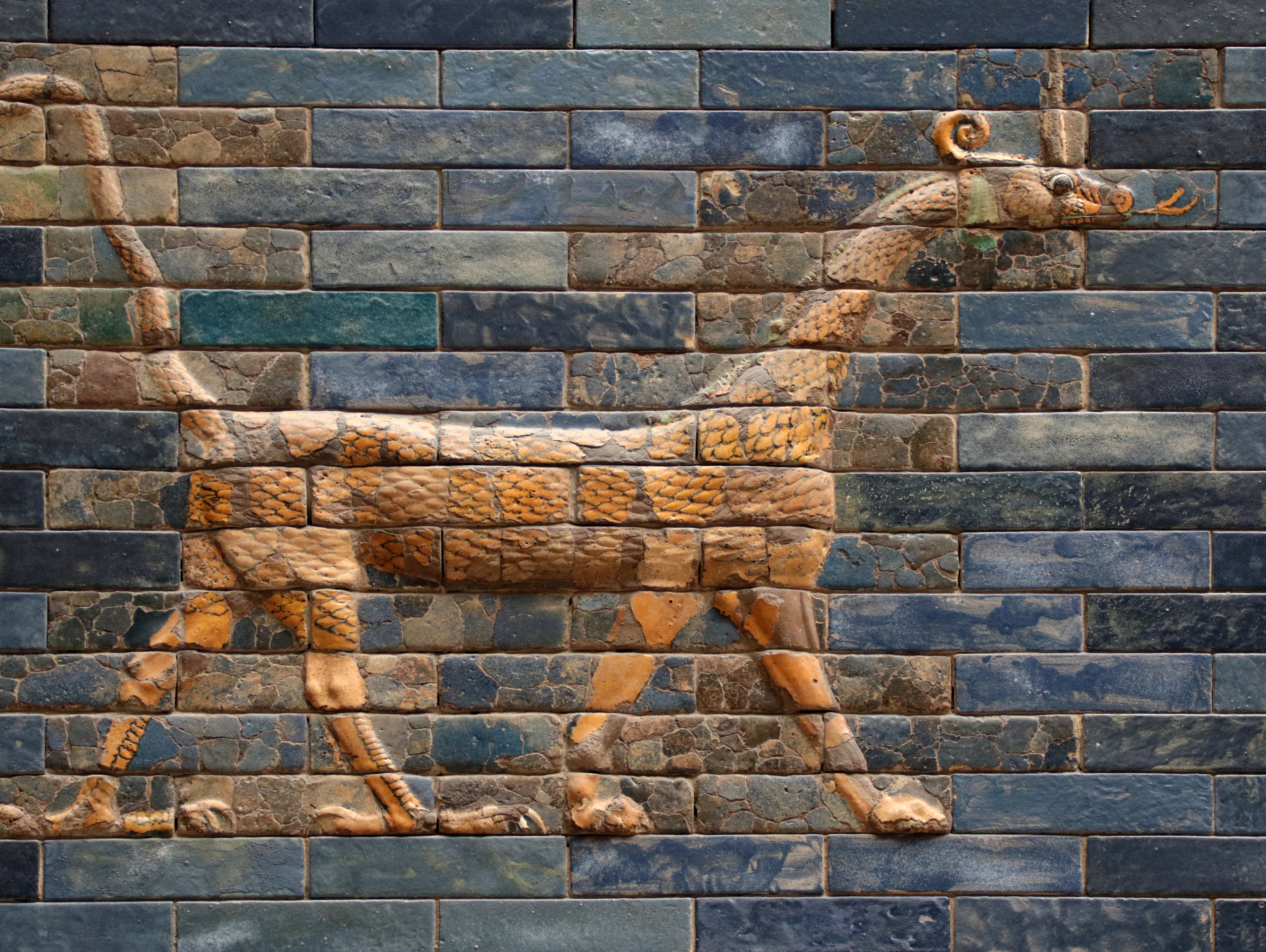
Sirruš

Sirruš, ook wel Sirrush of Mušḫuššu genoemd, is een schepsel afgebeeld op de Isjtarpoort van de stad Babylon. Het is een mythologische draak.
De Sirruš is een combinatie van verschillende dieren. Hij heeft een gespleten tong, een lange nek, een staart als een slang en reptielachtige schubben over zijn hele lijf. Verder heeft hij gekrulde hoorns op zijn kop en een drievoudige flap die onder zijn nek hangt. Zijn voorpoten zijn als een leeuw en zijn achterpoten als een arend. 
Sirruš staat afgebeeld op de Isjtarpoort van de stad Babylon, oorspronkelijk daterend uit de 6e eeuw v.Chr. De poort werd ontdekt in 1902 door een Duits archeologisch team.